# Andy Bechtolsheim

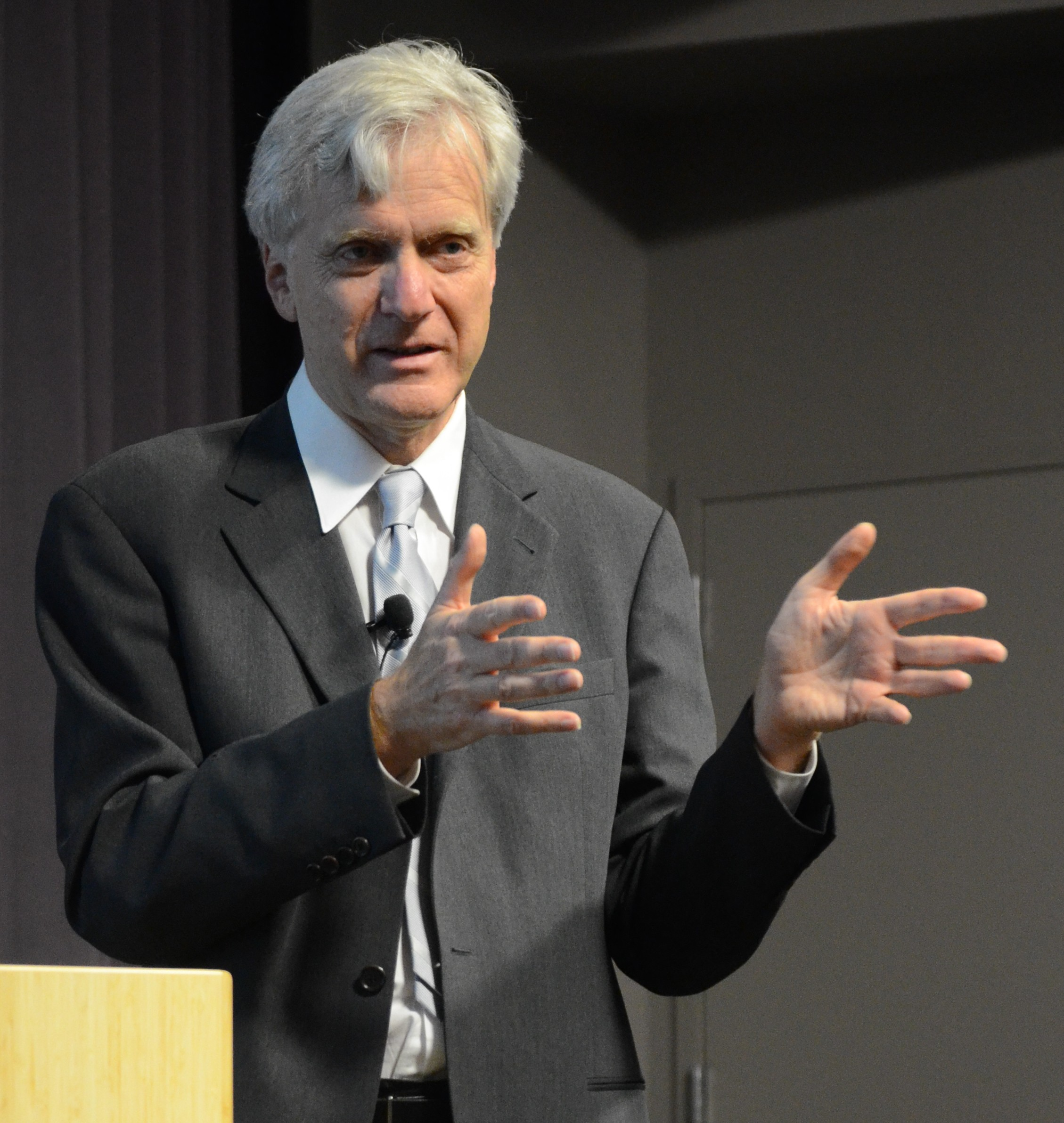
Andy Bechtolsheim in 2012

Andreas von Bechtolsheim (Hängeberg (Finning), 30 september 1955), beter bekend als Andy Bechtolsheim, is een Duitse ingenieur, computerwetenschapper en zakenman. Bechtolsheim is medeoprichter van Sun Microsystems in 1982 samen met Vinod Khosla, Scott McNealy en Bill Joy, en was de belangrijkste hardware-ontwerper van het bedrijf tot 1995.
Bechtolsheim studeerde voor ingenieur aan de Technische Universiteit München en stapte in 1975 over naar de Carnegie Mellon University waar hij in 1976 zijn masterdiploma in computerwetenschappen behaalde. In 1977 werd hij doctoraatsstudent elektrotechniek aan de Stanford University.
Op Stanford ontwierp hij het SUN workstation, een krachtig werkstation met ingebouwd netwerk. De naam SUN was afgeleid van de initialen van het Stanford University Network. Het werkstation is geïnspireerd op de Xerox Alto-computer die ontwikkeld werd in het Xerox Palo Alto Research Center. Bechtolsheim was een "vrije medewerker" bij Xerox, wat betekent dat hij niet rechtstreeks werd betaald, maar gratis toegang had tot het onderzoek dat daar werd gedaan. Het SUN workstation zou de basis vormen voor de eerste productlijn van Sun Microsystems, de Sun-1.
Na zijn vertrek bij Sun Microsystems richtte hij nog diverse nieuwe bedrijven op, waaronder Granite Systems in 1995, Kealia in 2001 en Arastra in 2005. Granite Systems was een Gigabit Ethernet-startup gericht op de ontwikkeling van supersnelle netwerkswitches, het bedrijf werd in 1996 opgekocht door Cisco Systems waarna Bechtolsheim tot 2003 algemeen directeur van Cisco's Gigabit Systems Business Unit werd. Kealia ontwikkelde geavanceerde servertechnologieën met behulp van de Opteron-processor van Advanced Micro Devices. In  2004 werd het bedrijf overgenomen door Sun Microsystems, waardoor Bechtolsheim weer terugkeerde naar Sun als senior vice-president en hoofdarchitect. Arastra, het latere Arista Networks, ontwikkelt multilayer netwerkswitches voor datacenters, cloud computing en flitshandel. In oktober 2008 verliet hij Sun Microsystems opnieuw om bestuursvoorzitter en hoofdontwerper van Arista te worden.
Hij was ook een van de eerste investeerders in Google.